# Antropologia política

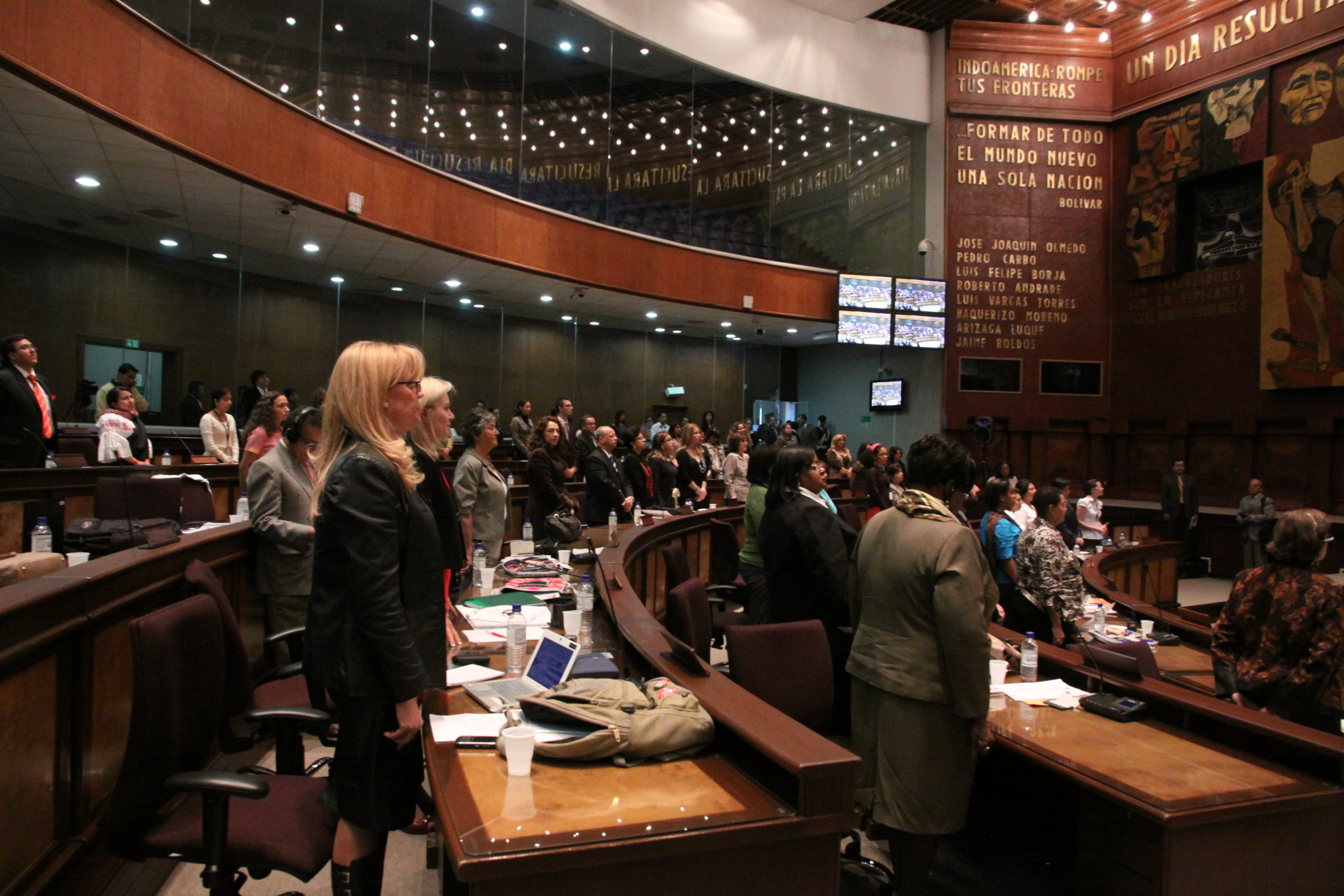
Reunião do Grupo de Mulheres Parlamentares das Américas. “Mulheres no Poder – Desafios para o Século XXI

Antropologia política é um campo interdisciplinar que se concentra no estudo das relações de poder dentro das sociedades humanas, investigando as formas pelas quais estruturas políticas, instituições e processos são moldados e influenciados por fatores culturais, sociais e históricos. Este ramo da antropologia investiga não apenas as estruturas formais de governo, mas também os sistemas de autoridade, tomada de decisão, resistência e mudança em uma variedade de contextos culturais ao redor do mundo. A Antropologia Política desempenha um papel fundamental na compreensão das complexas interações entre cultura, sociedade e poder. Ao examinar as formas como as estruturas políticas são criadas, contestadas e transformadas em diferentes contextos, essa disciplina oferece perspectivas valiosas para a compreensão do mundo contemporâneo.

## Histórico
A Antropologia Política emergiu como uma disciplina distinta na segunda metade do século XX, à medida que os antropólogos se interessavam cada vez mais pelas questões políticas nas sociedades que estudavam. Influenciada por teorias antropológicas, sociológicas e políticas, essa abordagem buscava entender como as estruturas de poder eram configuradas e contestadas em diferentes culturas.

## Temas Principais
Autoridade e Legitimidade: Um tema central na Antropologia Política é o estudo da autoridade e da legitimidade do poder. Os antropólogos investigam como líderes políticos e instituições governamentais ganham e mantêm autoridade sobre os membros de uma sociedade, seja por meio de tradições culturais, sistemas de crenças religiosas ou estruturas formais de governo.
Conflito e Resistência: A análise dos conflitos políticos e formas de resistência é outro aspecto crucial. Os antropólogos examinam como os grupos sociais contestam o poder estabelecido, seja por meio de protestos, movimentos sociais, rebeliões ou outras formas de resistência, e como esses conflitos moldam as dinâmicas políticas e sociais.
Identidade e Poder: A Antropologia Política também se preocupa com a relação entre identidade e poder. Isso envolve investigar como a identidade é construída e negociada dentro de contextos políticos, incluindo questões de gênero, etnia, classe social e nacionalidade, e como essas identidades influenciam o acesso ao poder e recursos.
Globalização e Governança: Com a crescente globalização, os antropólogos políticos também se concentram nas interações entre as estruturas políticas locais e globais. Isso inclui o estudo de organizações internacionais, governança global, movimentos transnacionais e o impacto das políticas globais nas comunidades locais.

## Pesquisadores

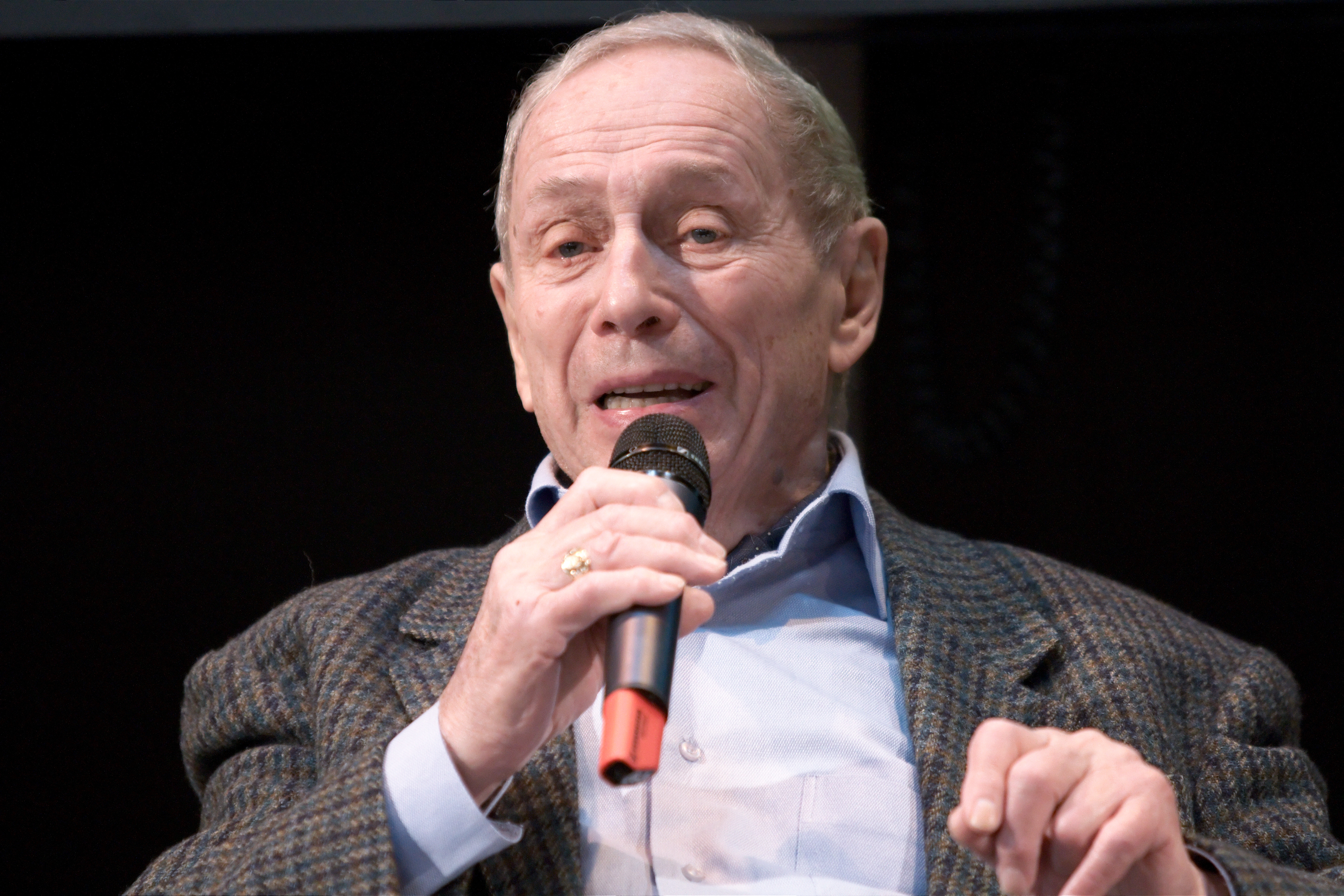
Georges Balandier em Paris.

Os principais autores e estudiosos do campo incluem ou incluíram Pierre Clastres, E. E. Evans-Pritchard, Meyer Fortes, Georges Balandier, Fredrik Bailey, Jeremy Boissevain, Marc Abélès, Jocelyne Streiff-Fenart, Ted C. Lewellen, Robert L. Carneiro, John Borneman, Joan Vincent e Claude Meillassoux.
Em um contexto de formação que tem suas raízes nas teorias funcionalistas do antropólogo social Alfred Radcliffe-Brown, a escola antropológica inglesa começou a estabelecer as bases para essa doutrina durante os anos da Segunda Guerra Mundial e do período pós-guerra subsequente, em franca oposição às abordagens do evolucionismo antropológico e do historicismo.
Um dos primeiros a abordar e desenvolver o tema foi Edward Evan Evans-Pritchard, cujas obras de antropologia política começaram a tratar da adaptação das massas aos diferentes tipos de sociedades e sistemas políticos, e de como mudanças simples ou complexas em uma nação são devidas a uma série de fatores externos inescapáveis e pressões internas.
Lidando com temas cada vez mais amplos, como o desmantelamento dos impérios coloniais europeus e o marxismo, nas décadas de cinquenta e sessenta, especialmente na França e na Inglaterra, testemunhou-se um aumento nos debates sobre as consequências da descolonização nos estados que conquistaram independência e nos países que perderam suas colônias.
Nos anos recentes, a antropologia política mudou-se para abordar temas mais urgentes e relevantes no cenário global, como as consequências socioculturais trazidas pela globalização na civilização ocidental: multiculturalismo, imigração, pós-colonialismo, neocolonialismo e pós-comunismo.

## Metodologias e Abordagens
Os antropólogos políticos empregam uma variedade de métodos de pesquisa, incluindo trabalho de campo, entrevistas, análise de documentos, observação participante e análise comparativa. Eles muitas vezes adotam uma abordagem holística, incorporando perspectivas históricas, culturais e sociais em sua análise.

## Contribuições e Aplicações
A Antropologia Política oferece insights valiosos para uma variedade de campos, incluindo ciência política, relações internacionais, desenvolvimento, direitos humanos e resolução de conflitos. Suas análises detalhadas das dinâmicas de poder em contextos culturais específicos fornecem uma compreensão mais profunda das questões políticas contemporâneas e das possíveis soluções para desafios globais.

## Estrutura política

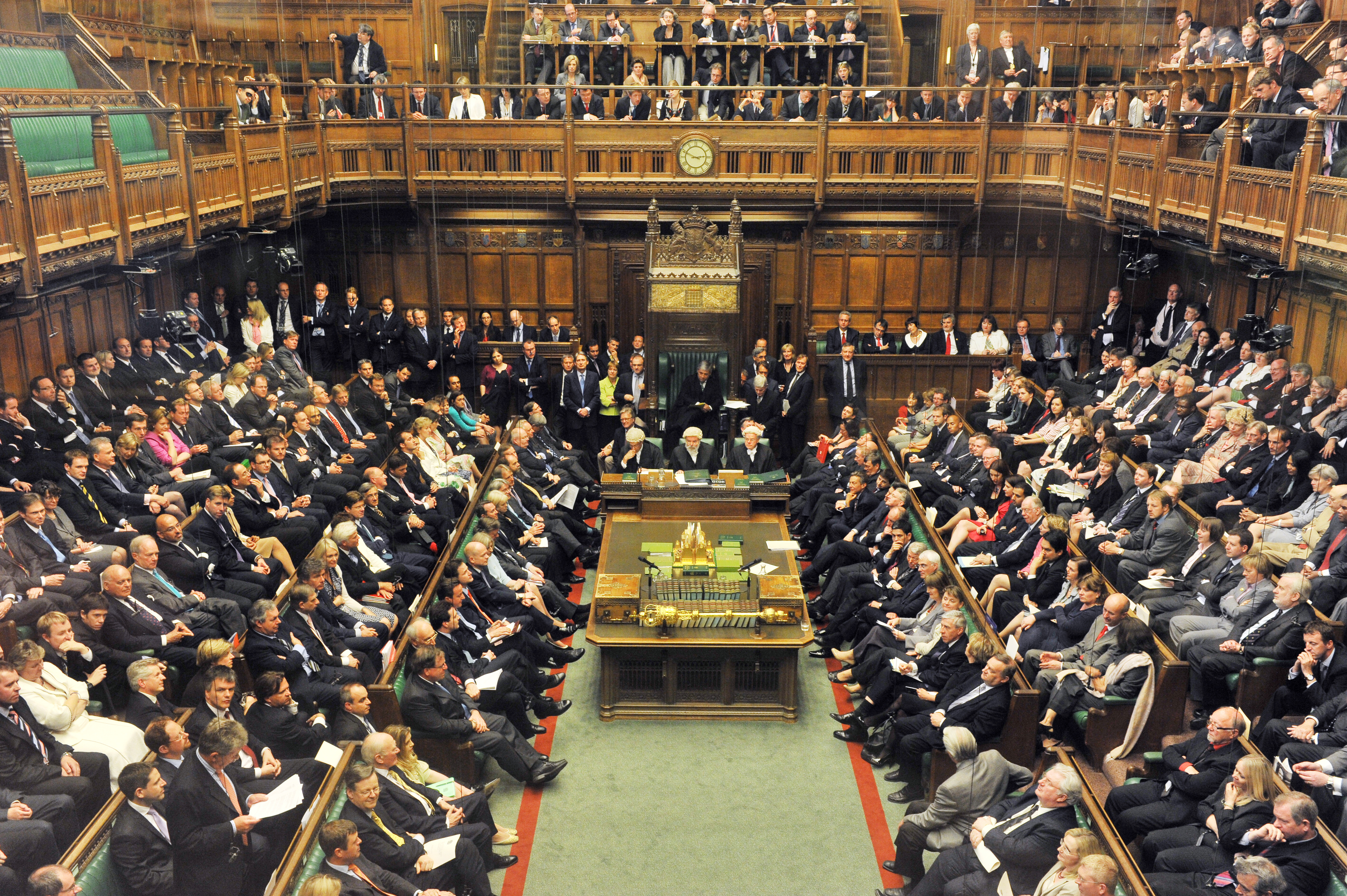
Câmara dos Comuns do Reino Unido.

Por mais heterogêneas que as sociedades possam ser, não se conhece nenhuma, por mais simples e pouco estruturada que seja, que não tenha uma forma mínima de organização.
Ao definir o significado dessas estruturas, os conceitos fundamentais com os quais se lida são os seguintes:
- Sociedade humana: um grupo de indivíduos que mantêm laços de interdependência, identidade cultural e solidariedade social.[12]
- Organização política: é o conjunto de regras e mecanismos, de ordem material e simbólica, encontrado em qualquer forma de sociedade, mesmo a menos estruturada, que garante sua possibilidade de existência e reprodução como sistema organizado, contribui para a manutenção da ordem social e constitui a base instrumental que permite à sociedade, como um todo, fazer escolhas.[13]
- Instituição: é a estrutura social através da qual podem objetivar-se e expressar-se as regras e os mecanismos que fundamentam a organização política da sociedade. Um ponto a ser considerado, central na antropologia política, é o fato de que a existência de instituições não é considerada necessária, mas apenas eventual, para conferir uma dimensão política a uma determinada sociedade. De fato, na maioria das sociedades estudadas pelos antropólogos, especialmente as mais simples, não existe, ao contrário da nossa, nenhuma instituição, nem qualquer papel institucional, capaz de objetivar e expressar aquele conjunto de regras e mecanismos que definimos como organização política.[14]
- Ação política: é a ação, com objetivos específicos e um mínimo de consciência e intencionalidade, de sujeitos sociais, sejam eles indivíduos ou grupos sociais, que utilizam as regras e mecanismos que, em conjunto, constituem a organização política da sociedade.[15]
- Poder/autoridade: como expressões da dimensão política da sociedade, referem-se à "capacidade efetiva de um indivíduo, grupo ou comunidade inteira tomar decisões que afetam a sociedade como um todo".[16]
- Legitimidade política: de origem jurídica e sociológica, a legitimidade é um conceito fundamental para delineiar a natureza do poder e da autoridade. Pode ser definida como a aspiração de qualquer poder a "despertar e cultivar a confiança em sua própria legitimidade" por parte dos dominados, utilizando as mesmas bases simbólicas ou ideológicas sobre as quais o poder e a autoridade se baseiam, fatores míticos, religiosos ou jurídicos. A aspiração a um reconhecimento de legitimidade pertence a todas as formas de poder, mesmo quando esta é baseada na coerção e na força, não podendo "nenhum poder... contentar-se voluntariamente em fundamentar sua permanência em motivos exclusivamente afetivos ou racionais". A intensidade de sua força coercitiva depende da legitimidade do poder. Weber identificou três tipos ideais de poder, baseados em três diferentes formas de legitimidade.[17]